# Боуэн, Джеймс (писатель)
Джеймс Боуэн (англ. James Bowen, родился 15 марта 1979 года в Суррее) — лондонский писатель и уличный музыкант. Его книги «Уличный кот по имени Боб» и «Мир глазами кота Боба», написанные в соавторстве с Гари Дженкинсом, стали международными бестселлерами.

## Ранние годы
Боуэн родился в графстве Суррей в  семье Джона Боуэн и Пенелопы Хартфорд-Дэвис. После развода родителей спустя три года он переехал в Австралию со своей матерью и отчимом. Семейная жизнь была напряжённой, и, поскольку семья часто переезжала, Джеймса не контролировали в школе. Над ним издевались в школе, и из-за этого он начал нюхать клей. В конечном итоге Боуэн бросил школу во втором классе старшей школы. В 1997 году он вернулся в Великобританию и стал жить у своей сводной сестры, параллельно пытаясь начать певческую карьеру. Но это продолжалось недолго, и совсем скоро Боуэн стал бездомным и начал жить на улицах Лондона, изредка ночуя в приютах для бездомных. Именно в это время он стал употреблять героин в попытке убежать от реальности бездомного.

## Встреча с Бобом

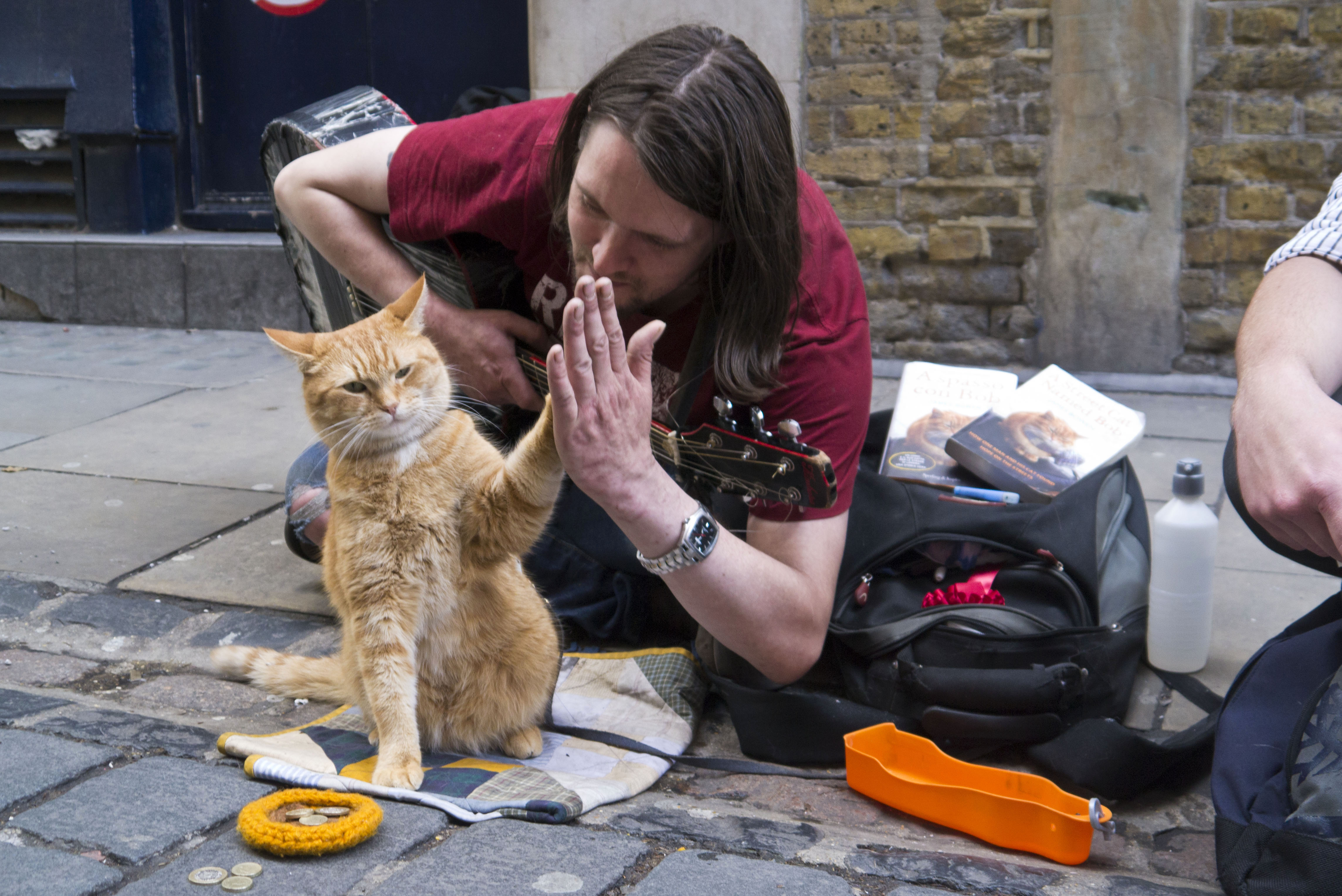
Уличный кот Боб даёт пять своему официальному биографу Джеймсу Боуэну в связи с изданием их новой книги.

Весной 2007 года Боуэн был зачислен на метадоновую программу как человек, зарабатывающий деньги на Ковент-Гарден и живущий в муниципальном жилье в Тоттенхеме. Однажды вечером он вернулся домой и обнаружил в подъезде рыжего кота. Предполагая, что кот кому-то принадлежит, Джеймс просто вернулся в свою квартиру. Когда Джеймс обнаружил кота на крыльце на следующий день, он забеспокоился и обнаружил, что у кота нет ошейника, а также заметил инфицированную рану на лапе. Когда Джеймс убедился, что никто из жильцов не претендует на кота, он решил помочь ему самостоятельно.
Боуэн отвёл кота к ближайшему пункту благотворительной ветеринарной хирургии, и когда на лечение инфицированных ран животного потребовались антибиотики, Джеймс отдал почти все деньги, заработанные в тот день, на их покупку. Чтобы убедиться, что кот прошёл полный двухнедельный курс лечения и рана его больше не тревожит, Боуэн решил взять его к себе на время, пока не найдётся хозяин животного. Когда он не смог найти совершенно никакой информации о владельце кота, он решил просто выпустить его на улицу, надеясь, что тот найдёт путь домой. Но вместо этого кот стал постоянно следовать за Джеймсом, даже тогда, когда он отправлялся на работу уличного музыканта на автобусе. Обеспокоенный тем, что коту некуда идти, Джеймс взял кота к себе домой навсегда, назвав его Бобом в честь персонажа из телесериала «Твин Пикс». Так как Бобу очень нравилось провожать Джеймса на работу, Джеймс смастерил ошейник и поводок из шнурков и стал брать его собой на места своих постоянных уличных выступлений на Ковент-Гарден и Пикадилли, добираясь туда на автобусе 73, к окнам которого Боб очень любил прижиматься.
Реакция публики была положительной, и пара Боб-Джеймс стала популярной. Джеймсу пришлось прекратить выступать с гитарой на улице, так как у него могли появиться проблемы с законом. Вместо этого он нашёл более безопасный и легальный способ заработка — продажу уличной газеты The Big Issue.
Когда люди начали загружать видео с Джеймсом и Бобом на YouTube, туристы стали посещать Ковент-Гарден чаще, порой даже только для того, чтобы просто увидеть их. Именно тогда Джеймс решил прекратить лечение метадоном и перестать употреблять наркотики. Он объясняет своё решение появлением Боба, говоря: «Я считаю, что всё свелось к этому маленькому существу. Он пришёл и попросил меня о помощи, и он просил о моей помощи сильнее, чем моё тело просило о саморазрушении. Он — причина, по которой я теперь просыпаюсь каждый день… он определённо дал мне правильное направление, которому я буду следовать всю свою жизнь».
В 2016 году по мотивам этой истории вышел фильм «Уличный кот по кличке Боб». В 2020 году вышло продолжение, фильм «Рождество кота Боба». В обоих фильмах роль Джеймса исполнил актёр Люк Трэдэвей, а в роли Боба выступил он сам.
16 июня 2020 года Джеймс сообщил, что Боб скончался 15 июня в возрасте 14 лет.
После смерти Боба Боуэна бросил его агент. В результате у Джеймса случился рецидив и он снова начал употреблять героин, однако в январе 2023 года бросил эту привычку. Позже в том же году Боуэн продал свой дом из-за повышения ипотечных ставок и снова стал бездомным. Других четырёх кошек Джеймс раздал, но у него осталась собака породы ши-тцу.
По состоянию на 2024 год Боуэн живёт в Северном Лондоне.

## Книги

### Уличный кот по имени Боб
Однажды публичные выступления Джеймса и Боба привлекли внимание газеты «Айлингтон Трибьюн» (англ. Islington Tribune), которая впервые опубликовала их историю в сентябре 2010 года. Эту историю прочитала Мэри Пакнос, литературный агент, ответственный за права повести «Марли и Я» авторства Джона Грогана в Великобритании. Мэри свела Джеймса Боуэна с Гарри Дженкинсом для написания биографии Джеймса. После выпуска первой книги было продано более 1 млн экземпляров только в Великобритании, книга была переведена на более чем 30 языков (в том числе на русский) и провела более 76-ти недель на вершине списка бестселлеров The Sunday Times. Роман «Уличный кот по имени Боб и как он спас мне жизнь» был опубликован в США 30 июля 2013 года и попал в список бестселлеров New York Times под номером 7. В 2016 году по мотивам этой книги вышел фильм «Уличный кот по кличке Боб».

### Мир глазами кота Боба
«Мир глазами кота Боба» (англ. The World According to Bob) продолжает повествование о Джеймсе и Бобе, а также описывает период до того, как Джеймс познакомился со своим литературным агентом Мэри Пакнос. Он был выпущен 4 июля 2013 года и попал в рейтинг бестселлеров The Sunday Times под номером 1.

### Боб — необычный кот
«Боб — необычный кот» (англ. Bob: No Ordinary Cat) — версия книги «Уличный кот по имени Боб», специально переписанная для детей. Книга была выпущена в День святого Валентина в 2013 году.

### Кот Боб: во имя любви
«Кот Боб: Во имя любви» (англ. For the Love of Bob) — переизданная для детей версия рассказа «Мир глазами кота Боба», продолжение книги «Боб — необычный кот». Как и в первой части, герою предстоит вынести немало испытаний, но с ним по-прежнему будет его рыжий ангел-хранитель — кот по имени Боб.

### Где же Боб?
«Где же Боб?» (англ. Where In The World Is Bob?) — это иллюстрированная книга, в которой читатели должны обнаружить Боба, Джеймса и различные другие элементы в сценах по всему миру. Это отражает путешествия в чрезвычайно популярном блоге «Вокруг света за 80 Бобов» (англ. Around the world in 80 Bobs), где поклонники книги сфотографировали знаменитого кота в различных местах по всему миру. Книга была опубликована в октябре 2013 года.

### Моё имя Боб
«Моё имя Боб» (англ. My Name Is Bob) — иллюстрированная книга для детей младшего возраста, написанная Джеймсом Боуэном вместе с Гарри Дженкинсом и проиллюстрированная Джеральдом Келли. Книга рассказывает о жизни Боба до того, как он встретил Джеймса. Книга была опубликована в Random House в апреле 2014 года в Великобритании.

### Подарок от кота Боба
«Подарок от кота Боба» (англ. A Gift from Bob) — рассказ о Джеймсе и Бобе и их последнем Рождестве на улицах вместе. По словам издателей Hodder & Stoughton, эта книга показывает, «как Боб помог Джеймсу во время одного из его самых трудных времён, а также показывает Джеймсу всю значимость Рождества». Книга была опубликована 9 октября 2014 года и заняла 8-е место в списке бестселлеров Sunday Times. По мотивам книги был снят выпущенный в 2020 году фильм «Рождество кота Боба».

### Кот Боб спешит на помощь
«Кот Боб спешит на помощь» (англ. Bob to the Rescue) — вторая иллюстрированная книга Джеймса Боуэна и Гарри Дженкинса, опубликованная в Random House в сентябре 2014 года.

### Маленькая книга кота Боба
«Маленькая книга кота Боба: Жизненные уроки от мудрого уличного кота» (англ. The Little Book of Bob: Life Lessons from a Street-Wise Cat) — рассказ, в котором Боуэн собрал все премудрости, накопленные им за годы жизни со своим котом. Книга была опубликована издательством Hodder & Stoughton 1 ноября 2018 года.

## Критика и награды
«Уличный кот по имени Боб» был номинирован на Британскую Национальную Книжную награду (UK’s National Book Awards) в популярной категории нон-фикшена в ноябре 2012 года. В марте 2014 года книга «Уличный кот по имени Боб» попала на 7-е место в списке самых вдохновляющих подростковых книг как часть опроса для Всемирного Дня книги.